# Quần đảo Eo biển Torres
Quần đảo eo biển Torres (tiếng Anh: Torres Strait Islands) là một nhóm gồm ít nhất 274 hòn đảo nhỏ trong eo biển Torres, một tuyến đường thủy ngăn cách bán đảo Cape York nằm ở phía Bắc Úc và đảo New Guinea. Chúng trải dài trên diện tích 48.000 km2 (19.000 sq mi), nhưng tổng diện tích mặt đất chỉ có 566 km2 (219 sq mi).
Quần đảo là nơi sinh sống của những người dân bản địa trên eo biển Torres trong 70.000 năm. Trung úy James Cook lần đầu tiên tuyên bố chủ quyền của Anh đối với phần phía Đông của Úc tại Đảo Possession vào năm 1770, nhưng sự kiểm soát hành chính của Anh chỉ bắt đầu ở Quần đảo Eo biển Torres vào năm 1862. Các đảo hiện nay chủ yếu là một phần của Queensland, một Bang cấu thành nên Khối thịnh vượng chung Úc, nhưng quần đảo được quản lý bởi Cơ quan khu vực eo biển Torres, một cơ quan theo luật định của Chính phủ Liên bang Úc. Một số hòn đảo rất gần với bờ biển Tỉnh Tây của Papua New Guinea, quan trọng nhất là đảo Daru với thủ phủ của tỉnh là Daru.
Chỉ có 14 trong số các hòn đảo có người sinh sống. Dân số Quần đảo Eo biển Torres được ghi nhận là 4.514 người trong cuộc điều tra dân số năm 2016 của Úc, với 91,8% trong số này được xác định là người bản địa. Mặc dù được coi là người Úc bản địa, nhưng người dân trên Quần đảo Eo biển Torres, chủ yếu là người Melanesia, khác biệt về mặt sắc tộc, văn hóa và ngôn ngữ so với thổ dân Úc.

## Liên kết
- Torres Strait Regional Authority
- Torres Shire Council Lưu trữ ngày 16 tháng 6 năm 2006 tại Wayback Machine
- Torres Strait community government review Lưu trữ ngày 4 tháng 5 năm 2006 tại Wayback Machine
- Torres Strait Islands info page at abc.net
- Photograph album of Papua and Torres Strait (1921) taken by Frank Hurley. Held National Library of Australia, Canberra
- Torres Strait Atlas Lưu trữ ngày 12 tháng 11 năm 2010 tại Wayback Machine